# 球鬚袋巨口魚
球鬚袋巨口魚（学名：Photonectes parvimanus）为輻鰭魚綱巨口鱼目巨口鱼科的其中一種。分布於全球三大洋海域，為深海魚類，棲息深度0-1463公尺，體長可達24.5公分。

## 扩展阅读
維基物種上的相關：球鬚袋巨口魚